# Three Sofa De Luxe
Il Three Sofa De Luxe è un divano progettato dal designer Jasper Morrison nel 1992 per conto dell'azienda Cappellini. Con un design del tutto innovativo, a differenziare questo progetto rispetto ai divani tradizionali è la sua duplice funzione di divano e di dormeuse: l’immagine "frastagliata" del design prevale sul resto, eppure al tempo stesso pare non assolvere ad alcuna funzione pratica.
Chi osserva il Three Sofa de Luxe è sconcertato, affascinato, spronato ad adottare un nuovo modo di pensare all’uso che si fa di un divano.

## Storia dell'oggetto
Gran parte dei progetti di Jasper Morrison fanno trasparire un forte interesse per la scultura, non tanto in senso artistico, quanto in termini di senso del volume, della massa, delle proporzioni e della percezione spaziale.
Ciò che differenzia questo lavoro dai progetti dei molti designer industriali, consiste nell'evidente preoccupazione di fondo per le polarizzazioni estreme, quali il contrasto tra leggero e pesante, aperto e chiuso, spazi positivi e negativi.
Il Three Sofa de Luxe è uno di questi: la sua morbida presenza fisica racchiusa in una struttura geometrica crea una forma in negativo, che rievoca la silhouette sdraiata di una figura umana stilizzata. Il tutto è poggiato su quattro piedini di minime dimensioni che conferiscono un’impressione di leggerezza, corrispondente alla forma aperta della linea superiore del divano.
L’effetto complessivo produce l’impressione di un piccolo e intimo scenario, creando un prodotto immediatamente riconoscibile e memorabile. Un divano con un'identità così forte, caratterizza l'ambiente domestico con un'evidente dichiarazione di personalità, con la quale molti consumatori scelgono di identificarsi.

## Caratteristiche Linea dei prodotti
L'oggetto esaminato fa parte di una collezione che include divani, poltrone e chaise longue.
Dell'elemento in analisi, diversi sono i modelli presenti: TSA\3, TSA\4, TSA\5, TSA\6 e TSA\7. La differenza tra questi consiste nella sinuosità delle curve che vanno a comporre la seduta; gli elementi che rimangono invariati sono invece i piedini e la cornice rettilinea.

### Caratteristiche tecniche
Linea di prodotti: Three Sofa Deluxe
Azienda: Cappellini
Architonic ID: 1003792
Dimensioni: cm. 200x70x30/47/72h

### Materiali
Per la realizzazione del divano vengono utilizzati materiali ricercati. La struttura è in multistrato di pioppo e massello di abete, l’imbottitura invece in poliuretano espanso a quote differenziate. I piedini sono in alluminio pressofuso naturale lucido con tappi in nylon antiscivolo.
Il rivestimento è fisso nei tessuti e nelle pelli di collezione con l'aggiunta di una fodera supplementare amovibile in Pelle Ovo, Tela Bianca o Tela Forte.

## Il senso dell'oggetto
Il divano è il settimo di una serie ed è composto da una seduta curvilinea priva di schienale, poggiante su quattro piedini.
La forma della seduta è la peculiarità dell’oggetto in quanto non orizzontale come un classico divano, bensì curva: questa conformazione così innovativa produce due rientranze verso il basso con la funzione di ospitare l’utente, definendo la posizione che esso andrà ad assumere.
La struttura del divano permette al consumatore sia di stendersi assumendo una posizione confortevole grazie allo studio ergonomico della linea, che di sedersi sfruttando le rientranze sopra citate.
La mancanza dello schienale lo rende un prodotto raffinato, destinato ad un utente alla ricerca di un elemento di design innovativo per la propria abitazione. La ricerca formale supera il criterio di funzionalità, rendendo il prodotto un oggetto iconico, puramente decorativo che rende l'ambiente nel quale viene inserito sofisticato e raffinato, tanto da presentare un carattere prettamente ludico-decorativo.
L’essenzialità dell’oggetto fa emergere le opposizioni di tipo plastico, rendendole più evidenti e chiare da leggere: la prima tra queste è di tipo cromatico, infatti il colore del materiale metallico dei piedini si contrappone a quello opaco della stoffa, la quale può essere scelta dall'utente stesso sfogliando una gamma di colori e materiali prescelti dal designer.
In questo elemento d'arredo, dal punto di vista eidetico, forte è il contrasto tra linee curve e linee rette che evidenzia un'opposizione di tipo topologico: la morbidezza della seduta, che rimanda a una figura primordiale e innata come la circonferenza, si contrappone alla struttura di base rettilinea, rendendolo accessibile all'utente; Secondo le coordinate cartesiane il divano presenta linee differenti per quanto riguarda l’opposizione da destra a sinistra e dall'alto al basso.
Rispetto all'immagine di un classico sofà la figura in analisi si differenzia per la mancanza dei braccioli e dello schienale, infatti secondo omologia la mancanza di questi elementi si contrappone alla presenza degli stessi come un design ricercato ad un ambiente classico.